# Asterolamprales
Asterolamprales, red alga kremenjašica iz podrazreda Coscinodiscophycidae, dio razreda Coscinodiscophyceae. Sastoji se od tri porodice s 50 vrsta

## Porodice
1. Asterolampraceae H.L.Smith, 1872
2. Brightwelliaceae Nikolaev & Harwood
3. Neobruniaceae Hendey

## Drugi projekti
|  | Zajednički poslužitelj ima još gradiva o temi Asterolamprales |
|  | Wikivrste imaju podatke o taksonu Asterolamprales             |